# Oakhurst (Oklahoma)
Pour les articles homonymes, voir Oakhurst.
Oakhurst est une census-designated place des comtés de Creek et de Tulsa, dans l'État d'Oklahoma, aux États-Unis,. En 2020, elle compte une population de 2 262 habitants.